# 福井未菜
福井 未菜（ふくい みな、1984年11月3日 - ）は、日本の元女性タレント、女優。本名、原 未菜（はら みな）。
三重県名張市出身。帝塚山大学短期大学部人間環境学科卒業。

## 来歴
2003年、第1回国際モードルオーディションORIBEでグランプリを獲得し、芸能界デビュー。2004年、セブン-イレブンのテレビCMに出演。
2005年から2006年にかけて、日本テレビ系の深夜番組『(秘)ひらめ筋』（後の『ひらめ筋GOLD』）に出演。同番組では第21回サハラマラソンに挑み、完走を果たした。
2006年、『主治医が見つかる診療所』でMC担当。
2007年、『獣拳戦隊ゲキレンジャー』にて宇崎ラン / ゲキイエロー役で出演し自身が作詞して歌唱した「Run」は40話にEDとして流れた。
2008年7月16日、ZAKZAKの「第1回日本グラビアアイドル大賞」の新人賞を受賞。
2010年6月、所属していたホリプロを退社し、芸能界引退。その後、リクルートに入社。
2011年、舞台『演劇バトルロイヤル!!ガンまげ』で共演した原知宏と結婚。2013年、第一子となる長女を出産。

## 人物
- 趣味はお菓子作り、ギター、ウクレレ。
- 特技はテニス、梅酒作り。
- 兄弟は弟がおり、子供のころは1996年の『激走戦隊カーレンジャー』を一緒に見ていたという[3]。
- 『ゲキレンジャー』の前年に放送された『轟轟戦隊ボウケンジャー』のボウケンイエロー役のオーディションも受けており、最終オーディションまで残っていた。

## 出演

### テレビドラマ
- 牙狼〈GARO〉（2005年10月 - 2006年3月、テレビ東京） - 篠原亜佐美 役
- 獣拳戦隊ゲキレンジャー（2007年2月 - 2008年2月、テレビ朝日） - 宇崎ラン / ゲキイエロー 役
- 文芸社ドラマスペシャル 逆転夫婦の珈琲ワルツ〜想い出カフェ閉店の危機!!（2009年2月15日、テレビ朝日） - 珈琲茶館・欅亭の店員 役
- ショコラ〜愛される女・嫌われる女グランプリ・「男前な告白」（2009年4月1日、日本テレビ） - 次長課長・河本準一の彼女 役
- はんにゃのこの手があったか! 「タダで東京デートするこの手があったか!」（2009年10月3日、日本テレビ） - サトシの恋人・ミナ 役
- 横山秀夫サスペンス 誤報（2010年3月21日、WOWOW） - 金井真智子 役

### バラエティ番組
- BOMBER-E（メ〜テレ） - 2006年12月まで月1レギュラーで出演
- バックドロップ（2004年4月 - 7月、メ〜テレ）
- (秘)ひらめ筋（2005年4月 - 9月、日本テレビ）
- ひらめ筋GOLD（2005年10月 - 2006年3月、日本テレビ）
- 主治医が見つかる診療所（2006年4月 - 2007年3月、テレビ東京） - アシスタント
  - スーパーヒーローMAX2008ナビ（2008年、東映チャンネル・ファミリー劇場・テレ朝チャンネル） - ナビゲーター
- That's宝くじ（2008年4月 - 2010年6月、TBS） - 週替わりアシスタント[注 1]
- スポケン!（2009年、メ〜テレ） - アシスタント
- ハピクラ♪タイム クリスマスSP2009（2009年12月23日、キッズステーション） - MC
- モバハピ（2010年2月 - 3月、メ〜テレ）

### 映画
- スーパー戦隊シリーズ
  - 電影版 獣拳戦隊ゲキレンジャー ネイネイ!ホウホウ!香港大決戦（2007年、東映） - 宇崎ラン / ゲキイエロー 役
  - 劇場版 炎神戦隊ゴーオンジャーVSゲキレンジャー（2009年、東映） - 宇崎ラン / ゲキイエロー 役
- おっぱいバレー（2009年、東映） - 男子バレー部員達が隠し持っている雑誌の表紙を飾っているグラビアアイドル

### ラジオ
- 未菜のウィンクタイム（2004年4月 - 2007年3月、毎週土曜日 ※2006年3月までは毎週日曜日、岐阜FM）
- シャカリキ!難波ブラザーズ（2005年4月 - 9月、MBSラジオ）
- NEVERMIND!!水曜日・ななめ45°のレディオdeカーニバル（2009年4月28日、FM-FUJI） - ゲスト

### インターネットラジオ
- 平田裕香のひらじお（2008年8月11日・18日、ぽけら） - ゲスト

### 舞台
- 演劇バトルロイヤル!!ガンまげ（2008年5月21日 - 28日、紀伊國屋ホール） - MC 役
- 櫻の園 2009年版（2009年4月22日 - 29日、青山円形劇場） - 主演・演劇部部長 志水由布子 役
- 恋人は透明人間（2009年7月8日 - 12日、シアターグリーン） - ヒロイン・楓 役
- 地図から消された島（2009年10月14日 - 18日、浅草橋アドリブ小劇場） - ヒロイン・未来 / 幸子 役（二役）
- タマリ（2009年12月22日 - 27日、シアターグリーン） - 尾瀬桃 役
- 朗読劇「BLOG Ver 1.2」（2010年5月8日、ザムザ阿佐ヶ谷）

### CM
- セブン-イレブン（2004年）
- 十六銀行（2006年）
- ECCコンピュータ専門学校
- モバゲータウン（2008年）
- セブンアンドワイ「オブジェ」篇（2008年）
- 永谷園
  - ラーメンパスタ「こんなのあり?」篇（2008年）
  - すし太郎
    - 「うなぎで手巻き」篇（2009年）
    - 「彩りちらし」篇（2009年）
    - 「レタス包み」篇（2010年）

  - 松茸の味お吸いもの「炊きこみごはん」編（2009年）

### オリジナルビデオ
- スーパー戦隊シリーズ
  - 獣拳戦隊ゲキレンジャースペシャルDVD ギュンギュン!拳聖大運動会（2007年、講談社） - 宇崎ラン 役
  - 獣拳戦隊ゲキレンジャーVSボウケンジャー（レンタル：2008年3月14日 / セル：3月21日、東映） - 宇崎ラン / ゲキイエロー 役

### 雑誌
- Ray（2003年9月号 - 、主婦の友社） - 専属モデル

## 作品

### 写真集
- ミテミナ。（2007年10月、ワニブックス）ISBN 978-4-8470-4045-0
- もっと、みて（2009年1月、ワニブックス）ISBN 978-4-8470-4152-5

### DVD
- ミナフル（2007年12月、ワニブックス）
- 恋してミ〜ナ（2008年4月、リバプール）
- ミナミの島のミナ（2008年7月、リバプール）
- 未菜風（2009年4月、ワニブックス）
- 伊集院光のでぃーぶいでぃー 〜アクトレスが泣くのです選手権の巻（2009年9月、ポニーキャニオン）